# コーワメックス
株式会社コーワメックス（英: KOWAMEX Inc.）は、モビリティ、スマートファクトリー、船舶、航空機等、ロボットなどを構成する各機能の開発を行うファンクション・テクノロジー・カンパニー。本社を愛知県名古屋市中区に置く。

## 概要
1982年に有限会社広和設計として創業、2006年に株式会社コーワメックスを設立。創業から40年を超える。
ソフト、ハード、メカの3分野の技術を有し、インダストリー、モビリティ関連のソリューション開発に強みを持ち、主要輸送機メーカーの製品開発や技術提供を行っている。
自動車の車載システムを中心に製造業に関連するソリューションの開発を行っている。製品開発の上流工程にあたる企画・仕様検討から、外部設計、詳細設計、評価、結合テスト、試験までワンストップで行う。長年にわたり自動車関連の製品開発を支援していたため、機能試作から量産のための仕様の最適化のノウハウを持つ。IoT機器などのエレクトロデバイスの開発実績も豊富で、豆蔵デジタルホールディングスグループ内では主に組み込み開発の領域を担当する。
昨今はスマートファクトリー関連のソリューション開発も行い、製造業界においてプレゼンスが高まっている。

## パーパス
「安心とエモーショナルな体験に溢れた社会を創る」をパーパスとして掲げている。
「私たちはテクノロジーとクリエイティビティのチカラでスマート・インダストリー、スマート・モビリティに必要な機能を共創するファンクション・テクノロジー・カンパニーです。世界中のユーザーが私たちの開発する機能を利用しています。3つのコーワメックスマインド、初心、創造、感動を抱き、サステナブルでクオリティの高い機能を開発します。そして、感動を皆さまと共感する時間を大切にします。」

## 業務内容
- スマートインダストリー事業
  - システムズエンジニアリング
  - モーター制御
  - エレクトロニクス
  - IoTデバイス、IoTプロダクト開発
  - スマートファクトリー
- スマートモビリティ事業
  - CASEテクノロジー
  - オートモーティブ
  - マリンモビリティ
- エデュケーション事業

## 沿革
- 1982年（昭和57年）7月1日 - 名古屋市緑区に有限会社広和設計を設立し、創業。
- 1992年（平成4年）- 株式会社広和設計から株式会社コーワメックスに社名変更。
- 2004年（平成16年）- 資本金1,000万円から3,000万円に増資。
- 2006年（平成18年）- 株式会社ジークホールディングスおよびUFDホールディングス株式会社と合併。新設分割により、ジークホールディングスから株式会社コーワメックスを分割。
- 2008年（平成20年）- 航空機設計部を新設。
- 2009年（平成21年）- 航空機設計部においてISO:9001、MSJ:4000を取得。
- 2011年（平成23年）- 浜松事業所を開設。
- 2012年（平成24年）- 愛知県刈谷市にR&Dセンターを開設。
- 2014年（平成26年）- 株式会社エムケイと合併。
- 2016年（平成28年）- 親会社のジークホールディングスが株式会社豆蔵ホールディングス傘下となる。
- 2017年（平成29年）- 名古屋テクニカルセンターを開設し、刈谷R&Dセンターの機能を移転。
- 2020年（令和2年）- インダストリーソリューション事業スタート。
- 2021年（令和3年）- 豆蔵ホールディングス再編に伴い、豆蔵デジタルホールディングスの100%子会社となる。
- 2022年（令和4年）- 研修教育サービススタート。

## 事業所
- 本社 - 愛知県名古屋市中区金山1-14-18　A-PLACE金山5階
- 刈谷事業所 - 愛知県刈谷市相生町1-1-1　アドバンス・スクエア刈谷4階
- 浜松事業所 - 静岡県浜松市中央区板屋町111-2　浜松アクトタワー26階

## 関連企業
- 株式会社豆蔵デジタルホールディングス
- 株式会社豆蔵
- 株式会社エヌティソリューションズ